# Justa Montero Corominas
Justa Montero Corominas (Barcelona, 1955) és una històrica activista feminista i social des del 1974. Encara sota la dictadura va participar des de l'inici en les primeres grans cites –aleshores il·legals– del moviment feminista.
Antiga dirigent de la Lliga Comunista Revolucionària (LCR), va concórrer com a número 2 a la llista de la formació per a les eleccions municipals de 1979 a Madrid.
A Madrid va participar en la creació de l'Assemblea feminista, d'un Centre de Dones, de la Comissió pel dret a l'avortament i de la Coordinadora estatal d'organitzacions feministes. En aquesta darrera funció el 2008 va comparèixer en la Subcomissió del Congrés sobre l'avortament, convidada per Izquierda Unida i ERC. El 2012 es va mobilitzar contra l'aleshores ministre de justícia Alberto Ruiz-Gallardón i el seu projecte de reforma molt restrictiva de la llei sobre l'avortament. El 2014 va obtenir el Premi Aleas d'Esquerra Unida en la categoria de feminismes.
Escriu sobre drets sexuals i reproductius, avortament, violència masclista, prostitució, treball, la transició i la constitució del 78, la crisi democràtica, feminisme inclusiu: sexe, classe, ètnia i gènere, resistència feminista contra el neoliberalisme. Col·labora en periòdics digitals com Rebelion.org, InfoLibre o Diagonal.
El 2020, va rebre el Premi Menina del Ministeri d'Igualtat i la Delegació del Govern per a la Violència de Gènere per la seva tasca activista al llarg de tota la vida.